# Las Ramblas (ganadería)

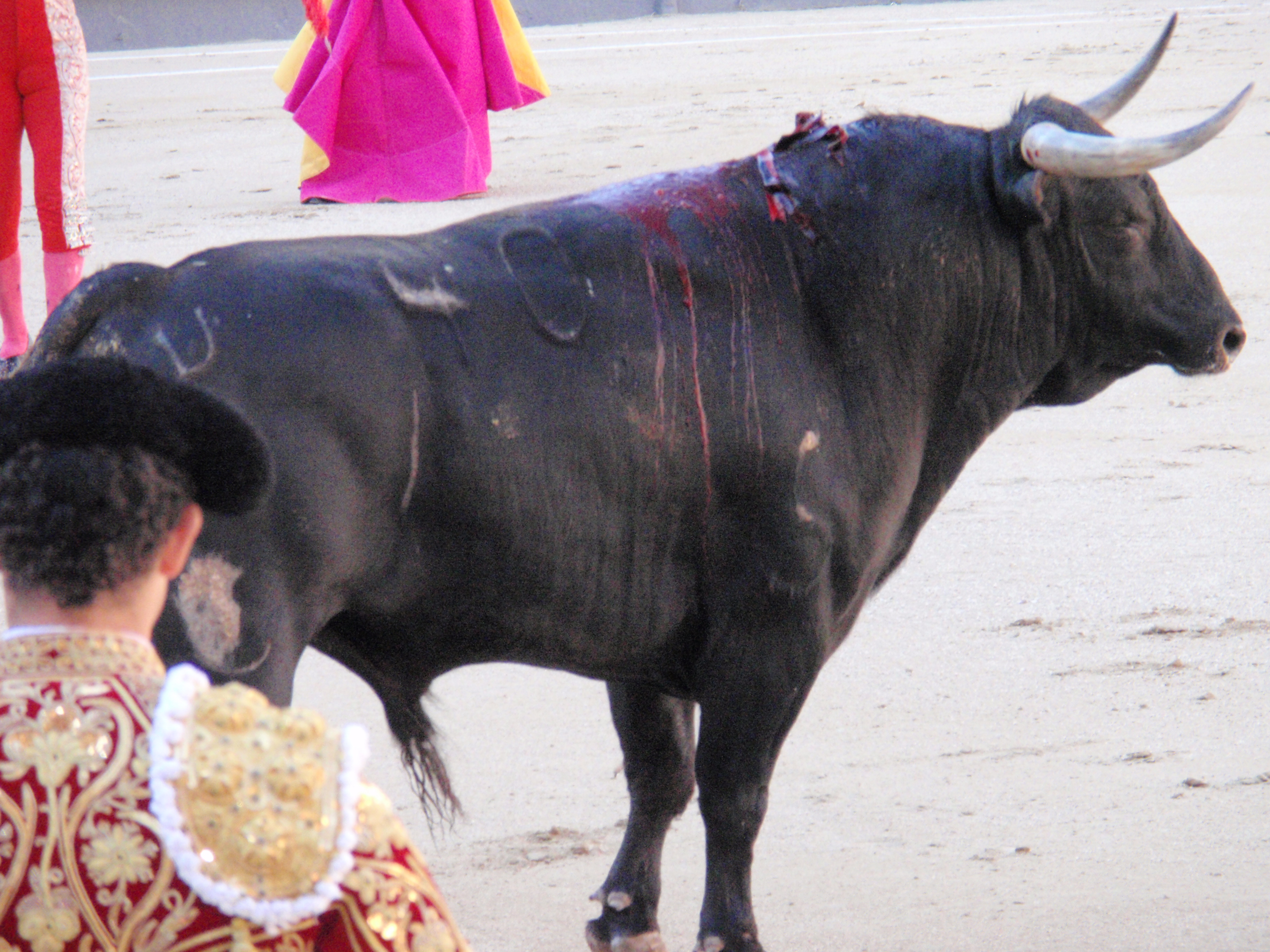
Toro de lidia

Las Ramblas es una ganadería brava española de la provincia de Albacete, en España, y que está inscrita dentro de la Unión de Criadores de Toros de Lidia. Fue formada por Daniel Martínez a finales de la década de 1980 con reses de Salvador Domecq (noventa vacas y tres sementales). La finca Las Iniestas de Albacete acoge los toros de lidia mientras que en la finca Las Ramblas de Elche de la Sierra (Albacete) se encuentran las vacas.
Su primera actuación se produjo en 1990 en Villarreal. En 1995 se estrenó en la plaza de toros de Las Ventas con la presentación como novillero de José Tomás. Su divisa es verde y blanca.
Los éxitos de Las Ramblas la han situado como una de las mejores ganaderías de España. Ha lidiado en las plazas más importantes de España y Francia como, por ejemplo, la Maestranza de Sevilla, Nimes, Albacete o Córdoba. Fue la ganadería triunfadora de las Fallas (Valencia) durante tres años consecutivos. Prácticamente todas las figuras del mundo del toro han lidiado toros de Las Ramblas.